# Королівське економічне товариство
Королівське економічне товариство (КЕТ) - це професійна асоціація, яка сприяє вивченню економічних наук в наукових колах, державних службах, банківській справі, промисловості та державних справах. Спочатку створена в 1890 році як Британська економічна асоціація, вона була включена королівською хартією 2 грудня 1902 року. Товариство є благодійною організацією, зареєстрованою в Благодійній комісії Великої Британії під благодійним номером 231508. 
Товариством керує Виконавчий комітет, який відповідає за розробку і реалізацію політики та діяльності товариства. Поточним президентом Товариства є професор Керол Проппер. Крім того, КЕТ підтримує низку комітетів, включаючи Жіночий комітет та Конференцію керівників економічних факультетів університетів (CHUDE).
КЕТ має дві рецензовані публікації: The Economic Journal, вперше опубліковану в 1891 році, та The Econometrics Journal, вперше опубліковану в 1998 році. Обидва журнали доступні в Інтернеті через вебсайт КЕТ.  Інша діяльність Товариства включає щорічну конференцію , надання грантів на навчання та спеціальні проекти, а також проведення різноманітних інформаційно-роз’яснювальних заходів, включаючи щорічну публічну лекцію та конкурс есе для молодих економістів.
У 2017 році товариство створило централізований офіс у Вестмінстері, Лондон, і призначило свого першого виконавчого директора Лейтона Чіпперфілда . У 2019 році Товариство запустило нову стратегію [Архівовано 29 листопада 2020 у Wayback Machine.] з більшим акцентом на пропаганді дисципліни та вдосконаленні різноманітності. Згодом КЕТ оголосили про запуск Discover Economics [Архівовано 11 лютого 2021 у Wayback Machine.], кампанії, спрямованої на зміну уявлення про економіку серед молоді та залучення студентів із недостатньо представлених груп

## Історія
Британська економічна асоціація була заснована у відповідь на зміну ставлення до економіки у 1880-х роках. До цього моменту вивчення економіки, як правило, викладалося як частина широкої навчальної програми, поряд з такими предметами, як історія та філософія  а ті, хто займався економічними дослідженнями, походили з ряду професій та навчальних дисциплін. Наприкінці дев'ятнадцятого століття існували академічні рухи з чіткого розмежування та визначення дисциплін як наукових предметів самі по собі. Наприклад, фахівці в галузі історії та філософії відкрили такі журнали, як The English Historical Review (1886) та Mind (1887),  публікації, спрямовані головним чином на їх відповідні галузі вивчення. Економічні мислителі наслідували цей приклад.
У той же період також відбулося відродження фундаменталістської, соціалістичної критики економіки. Щоб захистити дисципліну від згубної критики, заодно заохочуючи інтелектуальну дискусію, багато економічних мислителів прагнули більш рішуче втягнути економіку в сферу наукових дискусій. 
Створення економічного товариства в цю епоху змін свідчило про бажання зміцнити економіку як шановану академічну дисципліну та заохотити дискусії та дослідження між науковцями-спеціалістами. В оголошенні до Американської економічної асоціації від 1887 р., в якому пропонувалося створити економічне товариство у Великій Британії, вчені визнали загальну критику економіки та сучасну роз'єднаність у цій дисципліні. Вони закликали до товариства, яке прагнуло б розвивати теорію, консолідувати економічну думку, заохочувати історичні дослідження та критикувати промислову та фінансову політику. 

### Початкові пропозиції щодо товариства
Початкові пропозиції щодо Британського економічного товариства були розроблені ще в 1883 р.  Розмова розпочалася між Гербертом Сомертоном Фоксвеллом та сером Робертом Гаррі Інглісом Палгрейвом. Палгрейв запропонував створити товариство, що спеціалізується на публікації перекладів та передруків значних економічних праць. Однак Фоксвелл мав на увазі більш амбіційну схему - товариство, яке щоквартально видавало щоденник, що відповідає виданням " Quarterly Journal of Economics" або " Journal des Économistes". 
Не викликає сумнівів, що на плани Фоксвелла вплинули зарубіжні моделі, такі як німецька організація Verein für Socialpolitik, заснована в 1887 році, французькі журнали, Journal des Économistes і Revue d'Economie Politique, створені в 1841 і 1887 роках, а також американська Економічна асоціація була відкрита в 1885 р.  Дійсно, у 1887 р. Фоксвелл опублікував оголошення в публікації Асоціації, в якому говориться, що "навряд чи ми сумніваємось, що ми незабаром будемо наслідувати приклад, який так вміло поставив нас на твій бік Атлантики".  У міру просування та зміцнення дисципліни економіки в Америці та Європі, вчені з Великої Британії визнавали дедалі більшу актуальність забезпечення представництва британської економічної думки. Звичайно, Фоксвелл був не єдиним економістом, який запропонував створити науковий журнал у Великій Британії. Економічний огляд був заснований вченими в Оксфорді в 1889 році, за рік до відкриття Британської економічної асоціації в Лондоні та створення його видання "Економічний журнал" . 

Хоча в 1880-х рр. Існувала визнана потреба у суспільстві економістів, планам Фоксвелла знадобився значний час, щоб здійснитись. Однією з причин затримки став Альфред Маршалл (1842-1924), професор Кембриджського університету. Фоксвелл та Палгрейв прагнули залучити Маршалла до розвитку асоціації та її публікації. Маршалл цілком підтримував їх плани, але в міру підготовки він зайнявся виконанням своїх Принципів економіки . Його колишній вихованець, Едвард Гоннер, намагався заохотити Маршалла до участі в дискусіях з метою доопрацювання товариства, але не зміг спонукати Маршалла до дії. Він зауважив Фоксвелу, що:
... протягом наступних двох років або близько того справа повинна зупинитися, якщо не вжити активних заходів. Звичайно, я знаю, що він буде радий, якщо таке буде зроблено, і я впевнений, що він надасть допомогу, але він не проявить ініціативи. 
Гоннеру та Фоксвелу довелося рухатися далі із заснування товариства без Маршалла. Маршалл був залучений до дискусії лише тоді, коли пропозиції щодо характеру товариства не зустріли його схвалення.

### Характер товариства
Було багато суперечок щодо того, яке товариство має бути сформовано. Палгрейв, Фоксвелл і Маршалл обговорювали ідею про необхідність приєднання економічного журналу до Королівського статистичного товариства . Але після деяких негативних дискусій із товариством ця ідея була відкинута.  Маршалл сподівався, що група об’єднається природним шляхом, зосереджена навколо вчених з Кембриджу.  Однак Гоннер хотів, щоб товариство було почесною установою вчених. Він стверджував, що членів слід обирати "не для інтересу до економіки, а для роботи". "Певна наукова кваліфікація" також повинна мати важливе значення для членства.  Фоксвелл, схоже, погодився з таким підходом. Однак Маршалл виступив проти цієї ідеї. Він пояснив Фоксвелу: "Я не хочу включати" простих "бізнесменів. Але я не хочу виключати директорів банків та інших представників класу, які є для мене, принаймні, найцікавішими членами Клубу політичної економії . . . Це люди справ, у яких я вчуся ".  Маршаллу вдалося переконати своїх друзів. Під час свого відкриття товариство було доступне для всіх, хто цікавиться економікою, незалежно від їхньої наукової кваліфікації.

### Пошук редактора
Інклюзивне ставлення членів товариства також поширювалось на цілі запропонованого журналу. Було домовлено, що публікація повинна забезпечити форум для всіх поглядів та думок. Критеріями для відбору в журналі були б наукові досягнення, а не політичні чи наукові переконання.  Однак було багато труднощів із пошуком відповідного редактора для ведення такого журналу. Фоксвелл виступав за призначення Джона Невіла Кейнса редактором, але він був недоступний.  Фоксвелл зізнався, що без Кейнса призначення було важким:
... будь-яка кількість чоловіків з твердими поглядами буде добровольцями, але це лише ті люди, яких ми не хочемо. Ми хочемо холодної голови, гострого мозку та неупередженого судження. Для цього потрібні стипендія, інформація та, якщо можливо, знання німецької мови. Мені здається, це найскладніший і делікатний пост. 
Пошук редактора спричинив серйозні затримки. Лише в 1890 р., В рік відкриття товариства, Френсіса Ісідро Еджворта призначили редактором. Еджворт обіймав кафедру економіки в Лондонському королівському коледжі і був призначений Драммонд професором політичної економії в Оксфордському університеті в 1891 році. Хоча його академічна репутація зробила його чудовим кандидатом на цю роль, Еджворт визнав труднощі створення нового журналу:
Я писав Маршаллу, просячи поради щодо кожної невеликої труднощі, яка виникала, поки він не протестував проти того, що, якщо листування продовжуватиметься з такою швидкістю, йому доведеться використовувати конверти з надрукованою моєю адресою. 
Незважаючи на початкові труднощі, редакція Еджворта була дуже успішною, і він залишався редактором протягом наступних 34 років. 

### Інавгурація товариства
Після багаторічних дискусій та затримок, Британська економічна асоціація (БЕА) була відкрита в Лондонському університетському коледжі 20 листопада 1890 року. Альфред Маршалл написав лист-запрошення науковцям та бізнесменам, які цікавляться економікою, залучивши до зустрічі близько 200 осіб. У листі Маршалл виклав центральні цілі товариства - заохотити дискусії та забезпечити розповсюдження економічних досліджень за допомогою британського академічного журналу. 
Присутні одноголосно висловили свою підтримку планам. Еджворт був офіційно призначений редактором The Economic Journal . Президентом товариства був обраний Джордж Гощен, другий виконт Гошен, державний діяч і бізнесмен. 
Джордж Бернард Шоу ввічливо поставив під сумнів придатність "джентльмена, якого ототожнювали з будь-якою політичною партією в штаті" в якості голови товариства, але Маршалл відповів:
Я один з тих, хто не підтримує політичного пана Гошеня. Я вважаю, що всі погоджуються зі мною, що оскільки ми не можемо мати економіста, який взагалі не має політичних думок; ми не могли б мати кращого президента, ніж пан Гошен. 

### Перші роки
Після виборів КЕТ не втрачав часу, виконуючи свої цілі щодо видання журналу. Перший номер "Економічного журналу" був надрукований у березні 1891 р. З обіцянкою редактора:
Тут можуть зустрітися найбільш протилежні вчення, як на справедливому полі. . . Протилежні теорії валюти будуть представлені з однаковою неупередженістю. Також не буде намагатися прописати метод, як результат наукового дослідження. 
Хоча The Economic Journal давав вихід для наукової оцінки економічної теорії та політики та допомагав визначити економіку як окрему та важливу область досліджень, КЕТ повільно робив вплив на розвиток економіки в інших областях. Як президент, Гошен продемонстрував гаряче бажання поліпшити статус економіки в суспільній думці. На засіданні інавгураційної ради він попередив про "загальну ідею про те, що економісти закінчили належну роботу з освіти нації". На щорічній вечері КЕТ в 1895 р. Він стверджував, що до економіки "не ставляться з повагою, яку надають інші науки". 
Але, незважаючи на голосове занепокоєння Гошен, КЕТ не міг негайно вплинути. Рада зробила пропозицію Раді юридичної освіти щодо додавання економіки до предмету навчання, але не зуміла досягти успіху в цій справі. 
Повільний прогрес КЕТ в її перші роки можна пояснити труднощами у створенні фінансово життєздатної асоціації та журналу. Членство значно коливалося протягом перших десяти років, досягнувши максимуму до 750 членів у 1893-4 рр., Перш ніж впало приблизно на 40 відсотків між 1892 і 1900 рр. У цей період було необхідно переглянути порядок друку журналу, щоб забезпечити фінансову стабільність асоціації.  З часом асоціація зарекомендувала себе як стабільний та успішний економічний інститут. До початку Другої світової війни кількість членів зросла до понад 4500 під керівництвом Джона Мейнарда Кейнса .  Окрім впливу наступних президентів та редакторів, можливо, заявка на королівську грамоту в 1900 році мала певний вплив на це поступове вдосконалення, встановивши КЕТ як шановану та значну економічну установу.

### Королівська хартія
Секретар КЕТ Генрі Хіггс запропонував раді подати заявку на королівський статут через десять років після її відкриття. Десять томів Економічного журналу були подаровані королю Едуарду VII із проханням стати його покровителем.  Королівський статут був належним чином наданий 2 грудня 1902 року. Статут вказував на роботу товариства щодо подальшої економічної науки, колекцію спеціалізованої бібліотеки та видання журналу, в якому говорилося:
І хоча для того, щоб забезпечити власність згаданого товариства, розширити його діяльність і надати йому належне становище серед наукових установ нашого королівства, ми просили надати Георга Йоахіма віконтом Гошен і тим, хто зараз є членами зазначеного товариства, або які час від часу обираються членами Королівського економічного товариства, включеними цим, нашою Королівською хартією реєстрації для вищезазначених цілей. 
Британська економічна асоціація, прийнявши королівську хартію, стала Королівським економічним товариством.

## Діяльність товариства
Королівське економічне товариство підтримало вивчення економіки шляхом участі в різних видах діяльності.
Палгрейв прагнув налагодити публікацію економічних праць із самого заснування товариства.  ВДЕ підтримало низку таких публікацій; наприклад, праці та листування Девіда Рікардо,  Принципи економіки Альфреда Маршалла,  Столітній нарис та листування, Нарис про принцип населення, принципи політичної економії та щоденники подорожей Т.Р. Мальтуса,  " Математична екстрасенс та документи з політичної економії" Френсіса Ісідро Еджворта  та робота Хіросі Мізути над бібліотекою Адама Сміта .  Товариство також опублікувало Економічну консультативну раду: Дослідження економічних порад під час депресії та одужання Сьюзен Хоусон та Дональд Вінч . 
Збереження історії економіки також було в авангарді діяльності Королівського економічного товариства з перших років. Рада профінансувала ремонт могили Адама Сміта в 1942 р.  та організувала прибирання меморіалу Мальтуса в 1960-х.  У 1972 р. Він підтримав організацію виставки Рікардо, що проводилася до двохсот років у компанії Drapers .  Товариство також зацікавилося записом власної історії. У 1960-х роках товариство встановило зв'язок з AW Coats, надавши йому архівний доступ, щоб допомогти у написанні його статті "Витоки та ранній розвиток Королівського економічного товариства", яка була опублікована в The Economic Journal .   У 1990 році Джон Хей та Дональд Вінч виступили спільними редакторами "Століття економіки: 100 років Королівського економічного товариства" та "Економічний журнал", щоб відзначити сторіччя цього товариства та журналу.  RES також надав підтримку та спонсорство виданню Керівництва з архівних джерел у 1970-х роках, тому, який став основою для вебсайту з роботами економістів з 1750-2000 років. 
Товариство підтримало сучасні економічні дослідження, проводячи спеціальні конференції на різні теми, включаючи Аналіз рішень (1973), Заробітну плату та безробіття (1981) та Системи обмінного курсу (1986).  Сьогодні конференція ВДЕ - це щорічний захід, який протягом кількох днів залучає понад 400 доповідачів, які виступають на різні теми.
ВДЕ налагодили діяльність з підтримки економістів на кожному етапі їхньої кар’єри. Щорічна політична лекція ВДЕ, створена в 2001 році, мала на меті представити студентів шостого класу та представників широкої громадськості дослідженням провідних економістів.  Конкурс есе « Молодий економіст року», започаткований у 2007 році, метою його було заохочення молодих студентів критично задуматися над ключовими економічними проблемами.  Премія Остіна Робінсона (2007), яку найкращий документ, опублікований в The Economic Journal автором протягом п’яти років після закінчення ступеня доктора філософії, була заснована для підтримки розвитку науковців на початковій стадії.  Премія ВДЕ (1990 р.), Що присуджується щорічно найкращому документу, опублікованому в The Economic Journal, була заснована на честь роботи відомих економістів.  У 1987 р. Було створено конференцію керівників економічних відділів університетів, яка збирала керівників економічних кафедр з метою сприяння викладанню та вивченню економіки у Великій Британії.  На додаток до цих ініціатив, ВДЕ в 1996 році заснував Жіночий комітет, розроблений для пропаганди ролі жінок у британській економічній професії, з особливим занепокоєнням щодо абітурієнтів. 
Однією з найбільш значущих нещодавніх дій Королівського економічного товариства було відкриття The Econometrics Journal ( EctJ ) у 1998 році. Визнаючи потребу в журналі, присвяченому економетричним дослідженням, ВДЕ заснував EctJ з метою створення найкращого міжнародного польового журналу для публікації макро-мікро та фінансової економетрики . У 2011 р. Редакція The Econometrics Journal ініціювала щорічну премію імені Дениса Саргана за економетрику, щорічно присуджується найкращій статті, опублікованій у журналі. 

## Подальше читання
- «Після семи років», Економічний журнал, вип. 8, № 29 (1898), 1–2 JSTOR [Архівовано 6 березня 2016 у Wayback Machine.]
- Історія Економічного журналу [Архівовано 26 жовтня 2018 у Wayback Machine.]
- 'Британська економічна асоціація', The Economic Journal, vol. 1, № 1 (1891), 1–14, JSTOR [Архівовано 5 березня 2016 у Wayback Machine.]
- 'Королівське економічне товариство. Статут про заснування ', "Економічний журнал", т. 1, вип. 14 (1903), 1-5 JSTOR [Архівовано 20 серпня 2020 у Wayback Machine.]
- «Ювілей товариства», Економічний журнал, вип. 50, ні. 200 (1940), 401–409 JSTOR [Архівовано 8 березня 2021 у Wayback Machine.]
- Coats, AW 'Витоки та ранній розвиток Королівського економічного товариства', The Economic Journal, vol. 68, ні. 310 (1968), 349–371 JSTOR [Архівовано 8 березня 2021 у Wayback Machine.]
- Ей, Джон і Вінч, Дональд, "Століття економіки: 100 років Королівському економічному товариству та економічному журналі", (Оксфорд: Блеквелл, 1990)

## Зовнішні посилання
- Вебсайт Королівського економічного товариства [Архівовано 2 грудня 2017 у Wayback Machine.]
- Вебсайт Економічного журналу [Архівовано 26 листопада 2018 у Wayback Machine.]
- Вебсайт журналу Економетрика [Архівовано 29 листопада 2018 у Wayback Machine.]
- Каталог архіву ВДЕ, що проводиться в Лондонській школі економіки [Архівовано 5 червня 2008 у Wayback Machine.]
- Минулі президенти Королівського економічного товариства [Архівовано 26 лютого 2020 у Wayback Machine.]
- Минулі генеральні секретарі Королівського економічного товариства [Архівовано 26 лютого 2020 у Wayback Machine.]